# Liste der portugiesischen Botschafter in der Ukraine

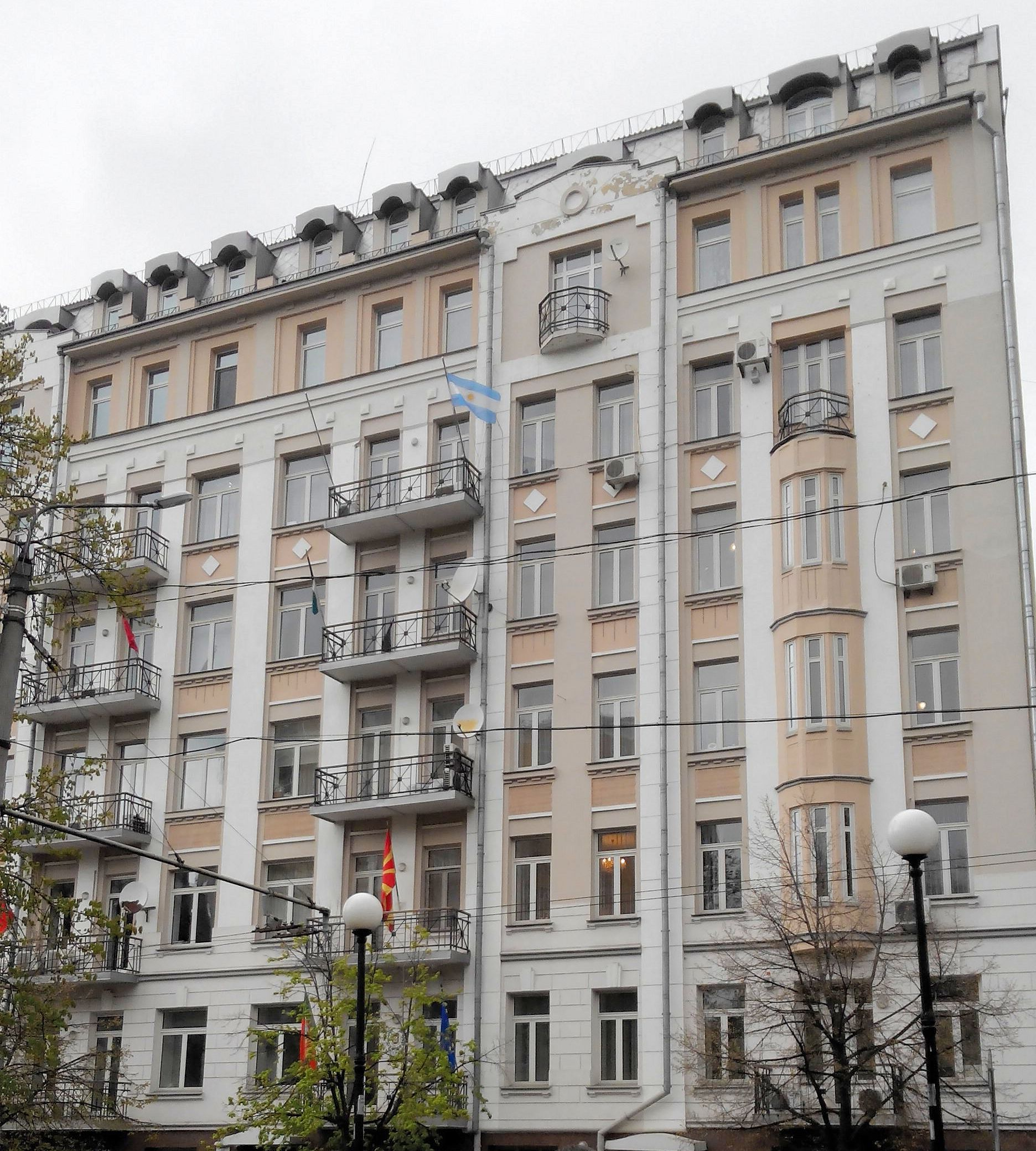
Die Residenz der Portugiesischen Botschaft in Kiew, in der Ivana Fedorova Nr. 12

Die Liste der portugiesischen Botschafter in der Ukraine listet die Botschafter der Republik Portugal in der Ukraine auf. Die beiden Staaten gingen 1992, nach der ukrainischen Unabhängigkeit 1991, diplomatische Beziehungen ein. Seine Botschaft in der ukrainischen Hauptstadt Kiew eröffnete Portugal im Jahr 1993.

## Missionschefs
| Name                                                     | Bild    | Amtszeit                              | Anmerkungen                                     |
| Ukraine                                                  | Ukraine | Ukraine                               | Ukraine                                         |
| -------------------------------------------------------- | ------- | ------------------------------------- | ----------------------------------------------- |
| Manuel Henrique de Mello e Castro de Mendonça Côrte-Real |         | 2. Dezember 1993 – 16. November 1998  | Botschafter, am 19. Dezember 1993 akkreditiert  |
| António Félix Machado de Faria e Maya                    |         | 24. Februar 1999 –1. März 2001        | Botschafter                                     |
| Pedro Manuel Sarmento e Vasconcelos e Castro             |         | 2. Februar 2002 –2. März 2004         | Botschafter                                     |
| José Manuel da Encarnação Pessanha Viegas                |         | 4. März 2004 –16. November 2008       | Botschafter, am 2. März 2004 akkreditiert       |
| Mário Jesus dos Santos                                   |         | 25. November 2008 –3. September 2014  | Botschafter, am 2. Dezember 2008 akkreditiert   |
| Maria Cristina Serpa de Almeida                          |         | 22. September 2014 –27. Dezember 2019 | Botschafterin, am 1. Dezember 2014 akkreditiert |
| António Vasco Alves Machado                              |         | seit dem 6. Januar 2020               | Botschafter, am 19. Februar 2020 akkreditiert   |